# Netstal
Netstal är en ort i kommunen Glarus i kantonen Glarus i Schweiz. Den ligger vid floden Linth, cirka 2,5 kilometer nordväst om Glarus. Orten har 3 091 invånare (2023).
Orten var före den 1 januari 2011 en egen kommun, men inkorporerades då tillsammans med Ennenda och Riedern i kommunen Glarus.